# محمد الشعلان
الفريق الركن محمد بن أحمد بن عبد الرحمن الشعلان قائد القوات الجوية الملكية السعودية، يشغل هذا المنصب منذ 15 رجب 1435هـ - 14 مايو 2014م، وكان قبلها يشغل منصب نائب قائد القوات الجوية برتبة لواء. توفي في 10 يونيو 2015 في لندن إثر أزمة قلبية.